# دایملر-بنز دی‌بی ۰۰۷
دایملر-بنز دی‌بی ۰۰۷ (به انگلیسی: Daimler-Benz DB 007) یک موتور هواگرد ساختِ کارخانهٔ دایملر-بنز در کشور آلمان است.